# Empoasca mysia
Empoasca mysia är en insektsart som beskrevs av Irena Dworakowska 1977. Empoasca mysia ingår i släktet Empoasca och familjen dvärgstritar.
Artens utbredningsområde är Kongo-Kinshasa. Inga underarter finns listade i Catalogue of Life.